# امبودیبونارا، امبیلاب
امبودیبونارا، امبیلاب (به لاتین: Ambodibonara, Ambilobe) یک منطقهٔ مسکونی در ماداگاسکار است که در دیانا (ماداگاسکار) واقع شده‌است.

## خصوصیات
امبودیبونارا ۶٬۴۱۸ نفر جمعیت دارد و ۱۰ متر بالاتر از سطح دریا واقع شده‌است.